# Микротоннелирование
Микротоннелирование — автоматизированная проходка тоннеля с продавливанием трубной конструкции обделки, выполняемая без присутствия людей в выработке. Это бестраншейный метод прокладки трубопроводов и коммуникаций с помощью специальных домкратных станций, когда труба «продавливается» сквозь грунт от одной станции до другой на расстояние до 100—120 м (при использовании специальных промежуточных прессовых станций это расстояние может быть увеличено в несколько раз).
Микротоннель (непроходной тоннель) — тоннель, не доступный для прохода людей и техники в процессе эксплуатации трубопровода.

## История
Первый проект с использованием труб производства компании Hobas (Чехия) для микротоннеля с помощью дистанционно управляемой домкратной станции был проведен в рамках исследовательского проекта в Гамбурге. В 1982 году был проведён трубопровод с трубами наружного диаметра 752 мм, длиной 2980 мм и толщиной стенки 50 мм. В работе использовалась модифицированная установка для микротоннелирования японской компании Iseki. По истечении нескольких десятилетий стеклопластиковые трубы для микротоннелирования HOBAS прочно обосновались в индустрии микротоннельного метода прокладки трубопроводов, они производятся диаметром до 3600 мм (DIN 3600).

## Описание метода
Осуществляется прокладка с помощью двух котлованов: стартового и приёмного, глубина которых соответствует глубине прокладки. В стартовом котловане устанавливается мощная домкратная станция, на которую помещается специальный тоннелепроходческий щит (щитовая микромашина, ЩММ). С помощью домкратов осуществляется проходка щита в грунте на его длину, после чего на домкратную станцию помещается отрезок трубы продавливания той же длины, и процесс повторяется. После наращивания труб отдельными отрезками производится дальнейшая проходка до выхода щита в приёмный котлован. После этого щит демонтируется, а трубы остаются в земле в качестве трубопровода.
Разработка грунта ведётся режущим колесом. Из отстойника, расположенного на поверхности, вода по соединительным линиям подаётся питающим насосом в призабойную зону, где она смешивается с разработанным грунтом и подаётся транспортным насосом в отстойник по соединительным линиям. В отстойнике происходит осадка грунта, после чего вода снова используется в технологическом процессе, а осаждённый грунт вывозится.
Проходческий щит, также называемый — бур (бурошнековое бурение), при работе смешивает породу с водой и она транспортируется системой очистки на поверхность, где сепарируется. Поступательное движение передаётся проходческому щиту от рамы продавливания через став труб. Проходческий щит имеет управляемую головку, что позволяет изменять направление движения щита и прокладывать трубопровод по прямолинейной и криволинейной в профиле и плане трассе.
Изменяя типоразмер проходческого щита, можно осуществить прокладку подземных микротоннелей различного внутреннего диаметра — от 250 мм до 3600 мм с глубиной залегания до 30 м.
Первая часть бурового снаряда может отклоняться на несколько градусов по вертикали и горизонтали (до 13 мм на 200 м), что требует постоянной корректировки направления бурения. Точность проходки достигается компьютерным комплексом управления с применением системы лазерного ведения щита. Процесс бурения контролируется с поверхности оператором при помощи навигационного комплекса.
Технология микротоннелирования позволяет прокладывать коммуникации и трубопроводы с помощью коллекторов небольших диаметров в грунте любой сложности — от неустойчивых суглинков и водоносных песков до скальных пород, в том числе при смешанном забое, в крупнообломочных грунтах с включением гравия, гальки, щебня в виде прослоя и валунов. В зависимости от класса грунтов подбирается соответствующий режущий орган, что позволяет добиться оптимальных скоростей и параметров проходки.

## Применение
Технология микротоннелирования позволяет прокладывать подземные коммуникации в районах плотной застройки и в местности, пересечённой транспортными и иными коммуникациями.

## Строительные работы
Строительство микротоннелей состоит из следующих этапов.
1. Подготовительный этап:
  - освоение площадок стартового и приёмного котлованов;
  - строительство стартового и приёмного котлованов;
  - монтаж тоннелепроходческого комплекса.
2. Основной этап:
  - проходка тоннеля.
3. Завершающий этап (окончание строительства):
  - демонтаж тоннелепроходческого комплекса;
  - ликвидация строительных площадок.

## Материалы и оборудование
За щитом с помощью домкратов продавливаются трубы: стальные, стеклопластиковые, керамические, бетонные, железобетонные или полимербетонные со специальными стеклопластиковыми муфтами, оказывающими незначительное сопротивление при продавливании труб в скважине. Для строительства канализационных коллекторов обычно применяются трубы с внутренней изоляцией из полиэтилена, что увеличивает срок службы сооружения в 3-5 раз.
Передовая система управления тоннелепроходческими комплексами обеспечивает удовлетворяющую самым высоким требованиям точность проходки и позволяет в каждый момент времени контролировать величины, полностью характеризующие положение проходческого щита, параметры его движения, а также параметры работы его основных узлов и механизмов. Комплексы построены по модульному принципу, что позволяет перебазировать их с одного объекта на другой и максимально сократить сроки монтажа оборудования.
Каждый комплекс включает в себя:
- контейнер управления;
- отстойник;
- тельферную эстакаду;
- раму продавливания;
- транспортный и питающий насосы;
- тоннелепроходческий щит;
- соединительные линии;
- лазер;
- бентонитовый насоc.

Герметичность прокладываемого трубопровода обеспечивается системой резиновых уплотнений, расположенных на фланцевой стороне трубы. Специальная прокладка из дерева или ДСП выполняет функцию дополнительного уплотнения, а также предохраняет стыки труб от продавливания и повреждения при проходке по кривым траекториям.